# Schéhérazade (Rimski-Korsakov)
Pour les articles homonymes, voir Shéhérazade (homonymie).
Schéhérazade (en russe : Шехеразада / Chekherazada), op. 35, est une suite symphonique de Nikolaï Rimski-Korsakov créée à Saint-Pétersbourg le 3 novembre 1888 dans le cadre des Concerts symphoniques russes. L'œuvre étant constituée de quatre mouvements, on peut la considérer comme une grande symphonie classique et cependant centrée sur un programme particulier, comme le sont la 6e symphonie de Beethoven et la Symphonie fantastique de Berlioz, même si ces deux dernières sont constituées, non pas de quatre, mais de cinq mouvements.
Deux ans après la mort de Rimski-Korsakov, Michel Fokine créa à Paris, le 4 juin 1910, une chorégraphie pour les Ballets russes, utilisant une compilation de l’œuvre originale du compositeur.

## Argument
L'œuvre puise son inspiration dans Les Mille et Une Nuits, dont le compositeur résume l'argument au début de la partition :

« Le sultan Schahriar, persuadé de la fausseté et de l'infidélité des femmes, avait juré de n'épouser que des vierges, coucher avec elles, et leur donner la mort au matin. Mais la sultane Schéhérazade sauva sa vie en l'intéressant aux contes qu'elle lui raconta pendant la durée de 1001 nuits. Pressé par la curiosité, le sultan remettait d'un jour à l'autre le supplice de sa femme, et finit par renoncer complètement à sa résolution sanguinaire.
Bien des merveilles furent racontées à Schahriar par la sultane Schéhérazade. Pour ses récits, la sultane empruntait, aux poètes — leurs vers, aux chansons populaires — leurs paroles, et elle intercalait les récits et les aventures les uns dans les autres. »

## Structure
L'œuvre, d'une durée moyenne d'exécution comprise entre quarante-trois et quarante-cinq minutes environ, est en quatre mouvements, :
1. La mer et le vaisseau de Sinbad (Largo e maestoso — Allegro non troppo)
2. Le récit du prince Kalender (Lento — Andantino — Allegro molto — Con moto)
3. Le jeune prince et la jeune princesse (Andantino quasi allegretto — Pochissimo più mosso — Come prima — Pochissimo più animato)
4. Fête à Bagdad — La Mer — Le Vaisseau se brise sur un rocher surmonté d'un guerrier d'airain (Allegro molto — Vivo — Allegro non troppo maestoso)

## Instrumentation
L'instrumentation requiert, :
| Instrumentation de Schéhérazade |
| Bois |
| 1 piccolo, 2 flûtes dont 1 jouant le deuxième piccolo, 2 hautbois dont un jouant le cor anglais, 2 clarinettes en si et la, 2 bassons |
| Cuivres |
| 4 cors, 2 trompettes en si et la, 3 trombones, 1 tuba                                                                                 |
| Percussions |
| Timbales, triangle, cymbales, caisse claire, tam-tam, tambourin, grosse caisse                                                        |
| Cordes pincées |
| Harpe |
| Cordes |
| Premiers violons, seconds violons, altos, violoncelles, contrebasses                                                                  |

## Forme
Schéhérazade est en quelque sorte à mi-chemin entre la Symphonie fantastique d'Hector Berlioz (1830) et le poème symphonique Les Préludes composé par Franz Liszt entre 1845 et 1853. C'est une pièce en quatre mouvements comportant deux thèmes principaux : celui de Schéhérazade (violon et harpe) et celui du sultan (cuivres). Ils subissent tous deux des transformations expressives à l'image du thème de la femme aimée chez Berlioz. C'est en cela que cette pièce conserve certains critères habituels de la suite.
Cependant, son argument (les contes des Mille et une nuits) est plus proche du poème symphonique, en ce sens qu'il est moins précis que celui de la Symphonie fantastique. Il sert ainsi l'ébauche du futur poème symphonique. À cela il faut ajouter que le compositeur s'est toujours insurgé à ce qu'on fasse une lecture « habituelle » de cette œuvre, en y voyant par exemple des personnages évoluer et agir clairement. C'est tout à fait l'inverse de la démarche de Vivaldi dans sa partition des Quatre Saisons accompagnée de quatrains poétiques évoquant précisément le programme de chaque mouvement, ou de ce que fera Prokofiev dans Pierre et le Loup, avec des instruments représentant des personnages par le biais de thèmes récurrents. Rimski-Korsakov écrit ainsi abruptement dans Chroniques de ma vie musicale :
« C'est en vain qu'on cherche des leitmotive toujours liés à telles images. Au contraire, dans la plupart des cas, tous ces semblants de leitmotive ne sont que des matériaux purement musicaux du développement symphonique. Ces motifs passent et se répandent à travers toutes les parties de l'œuvre, se faisant suite et s'entrelaçant. Apparaissant à chaque fois sous une lumière différente, dessinant à chaque fois des traits distincts et exprimant des situations nouvelles, ils correspondent chaque fois à des images et à des tableaux différents. »
Et il est vrai que voir resurgir des fragments du thème du sultan dans le passage La Mer de la quatrième partie par exemple ne s'explique raisonnablement que si l'on sait cela : le compositeur élaborait ici une nouvelle forme de composition, s'inspirant d'un thème mais n'y restant pas de manière trop plaquée. Certes, le passage de la Mer et du Naufrage évoquent nettement une certaine furie, un déchaînement, mais le programme de la musique se borne à cela.
Ci-dessous, deux célèbres thèmes, qui comme expliqué sont souvent rattachés instinctivement (mais par erreur) au sultan et à Schéhérazade.

## Analyse
La partition de Rimski-Korsakov est typique du courant musical du XIXe siècle appelé « écoles nationales ». Ce courant consiste en l'utilisation de « couleurs » nationales. Pour certains pays, cela consiste en l'exaltation de ses musiques folkloriques. Il s'agit aussi de l'exaltation de musiques d'autres pays au titre de l'exotisme. C'est le cas de Schéhérazade dans laquelle Rimski-Korsakov dépeint les couleurs orientales du pays des mille et une nuits.
D'une manière générale, l'utilisation du violon solo pour le thème principal se justifie par la sonorité de l'instrument. Le timbre fin et légèrement métallique du violon, surtout dans l'emploi de son registre aigu, génère un indéniable parfum d'exotisme. Les accords de la harpe rappellent l'instrument d'appartement qui se jouait en intérieur. La conjugaison des deux instruments illustre la conteuse. Dans la suite du premier mouvement, les vagues sont symbolisées par des arpèges par les cordes graves (violoncelles et altos). De brefs rappels du thème, au violon solo, puis à la flûte et à la clarinette permettent une connexion entre la jeune conteuse et son récit, qui lui narre l'histoire du marin qui vogue sur les vagues. Concrètement, cette connexion se traduit par des vagues arpégées en noires et des rappels sur des motifs en triolets de croches. Le tempo, à la blanche pointée, permet de superposer les deux thèmes sans les brouiller. Le premier mouvement se termine sur un « coucher de soleil » : accord de vents ponctué par des pizzicati.
Le second mouvement commence par le thème du violon solo ponctué par les accords de harpe. Mais cette fois-ci, si c'est bel et bien la conteuse qui ouvre le mouvement, c'est l'histoire du prince Kalender qu'elle nous raconte. Le thème du prince est tour à tour interprété par le basson, le hautbois, les cordes puis tout l'orchestre. Un thème brillant et guerrier intervient au centre du mouvement déclamé par le trombone et la trompette, cuivres au son militaire. Toute l'agitation qui en résulte amène à une cadence à la clarinette solo, qui rappelle le thème du prince, légèrement modifié. Le thème militaire est développé en parallèle avec le thème du prince et aboutit à une seconde cadence, qui vient en écho à la précédente, mais cette fois-ci au basson solo. Juste après, l'enchaînement se fait avec un retour des triolets du thème principal transformé et en réponse au thème du prince. Le mouvement se conclut dans un déchaînement général.
Le troisième mouvement est plus calme, il parle du prince et de la princesse. La poésie et la douceur sont de mise. Seules de véloces et virtuoses gammes de clarinette et de flûte (en réponse) viennent perturber ce climat de tendresse. Climat de tendresse que Rimski-Korsakov crée en utilisant les violons sur la cordes de Ré, donnant un timbre presque plaintif. Au milieu du mouvement, un thème plus léger sur accompagnement de tambourin donne un caractère enfantin. Après un tutti orchestral lyrique, c'est sur une cadence du violon solo sur le thème de la conteuse, que l'on revient au climat de la première partie de ce troisième mouvement.
Le quatrième mouvement reprend plusieurs thèmes de la pièce. Notamment les deux cadences du violon solo au début et toute la fin en longue cadence du violon accompagné par l'orchestre de moins en moins fort. C'est la conteuse qui endort le sultan. Au milieu du mouvement, le thème festif (un rythme de base décomposé en deux parties, une longue et une brève) se développe avec des ornements de virtuosité et un accompagnement léger.

## Adaptations en ballets

### Ballets russes

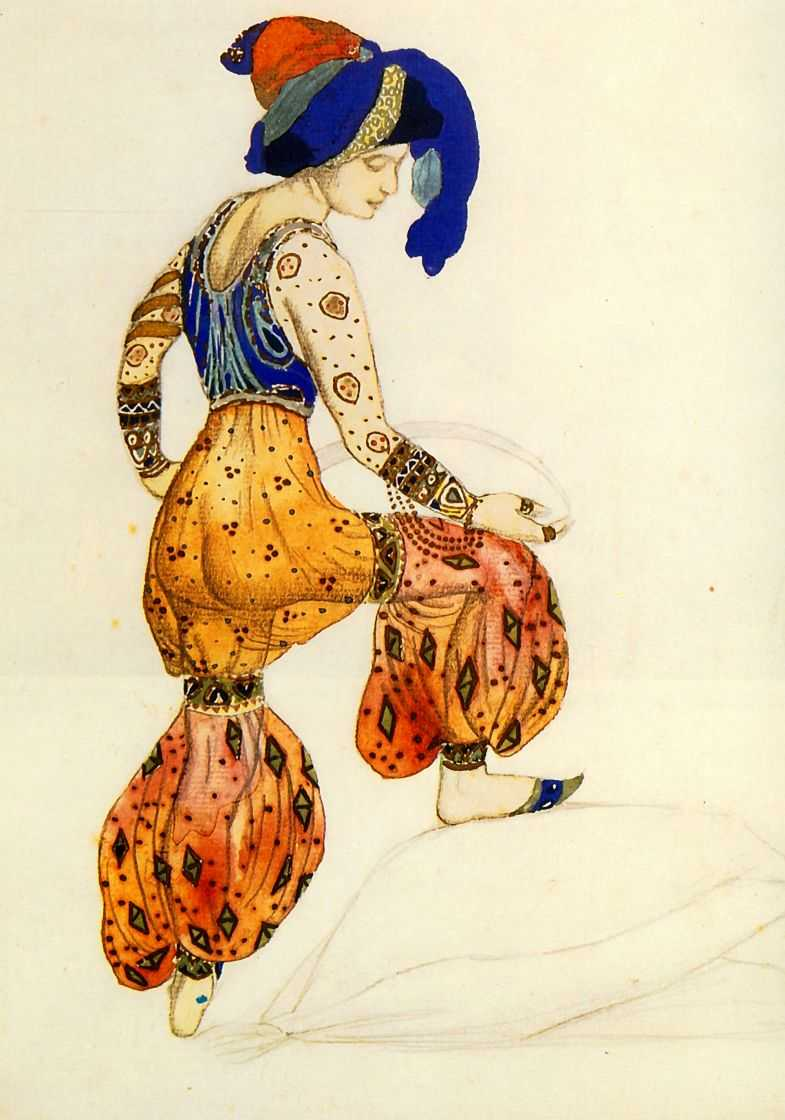
Esquisse de Léon Bakst pour la Sultane

Le chorégraphe russe Michel Fokine crée un ballet, sur des éléments de la musique de Rimski-Korsakov, pour les Ballets russes de Diaghilev, le 4 juin 1910 à l'opéra de Paris. Le ballet est tiré du conte oriental Shahrya et ses frères qui fait partie des Mille et Une Nuits. Les décors et les costumes sont de Léon Bakst, le rideau, sorti d'ateliers parisiens, est l'œuvre de Valentin Serov, exécuté par Boris Anisfeld. Le chef d'orchestre est Nicolas Tcherepnine. Ida Rubinstein interprète Zobéïde, Nijinsky son esclave et Alexis Bougakov, Shahryar. Vera Fokina, Elena Poliakova et Sofia Fedorova trois odalisques,.
Des thèmes orientaux mis en musique par Rismki-Korsakov se déroulent pendant tout le ballet. On entend les mugissements de la mer et les échos joyeux d'une fête à Bagdad et une cantilène revient au cours du récit de Schéhérazade. La musique est sous forme de rondo.
Le ballet est présenté à New York le 14 juin 1911 par Fiodor Kozlov avec d'autres décors créés par Golov, Diatchkov, Lebedeva, etc. Vera Fokina y tient le rôle-titre.

### Autres adaptations
Le 5 janvier 1993, Isabella Fokina et Andris Liepa en redonnent une nouvelle version en Russie avec des décors d'Anna et Ilya Nejny, inspirés de Bakst. Andreï Tchistiakov dirige l'orchestre. Zobéïde est dansée par Ilse Liepa, l’esclave par V. Yaremenko et Shahryar par Andris Liepa. Le ballet entre officiellement dans le répertoire du théâtre Mariinsky, le 26 mai 1994. Il est aussi au répertoire du théâtre Michel de Saint-Pétersbourg avec Irma Nioradzé et Nikolaï Tsiskaridzé (du Bolchoï). Le spectacle est présenté au public au théâtre du Kremlin pour le centenaire des Saisons russes de Diaghilev, en octobre 2008.
D'autres Shéharazade sont mises en scènes en Russie par la suite. Ainsi Leonid Joukov, le 16 décembre 1923 monte ce ballet au théâtre Bolchoï et Vladimir Bourmeister au théâtre Stanislavski-Nemirovitch-Dantchenko de Moscou, le 31 décembre 1944. Cette version est donnée à nouveau en 1959. Une version de la chorégraphe Nina Anissimova (ru) est donnée en 1950 au théâtre Maly de Léningrad (aujourd'hui le théâtre Michel) et rejouée en 1969.

## Galerie

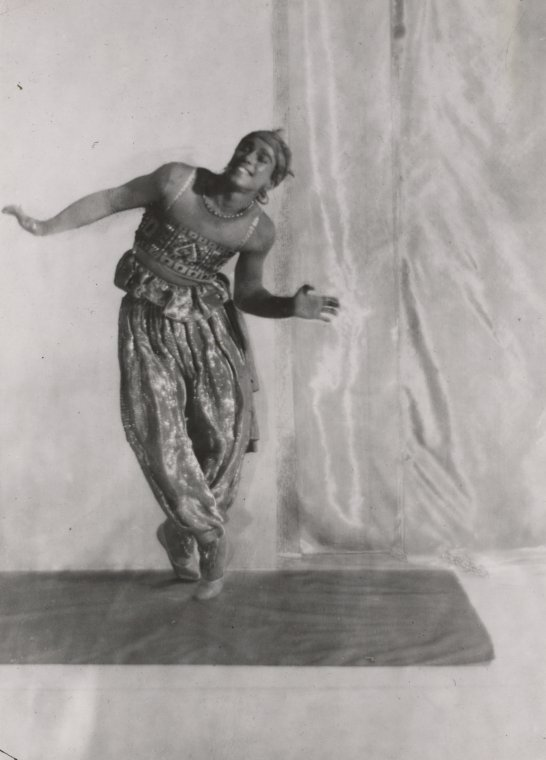
Nijinski dans le rôle de l'esclave.
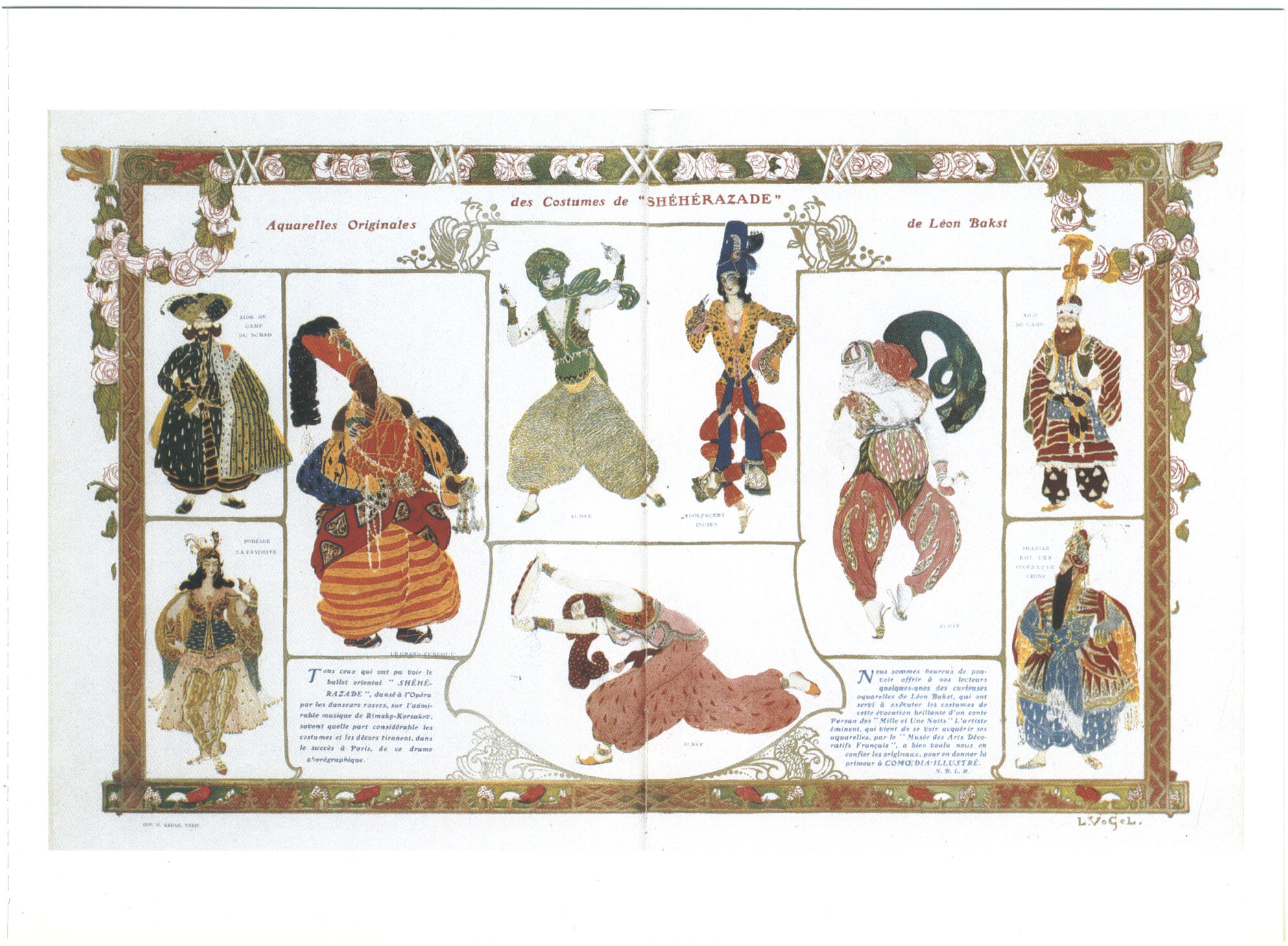
Aquarelles des costumes de Léon Bakst.
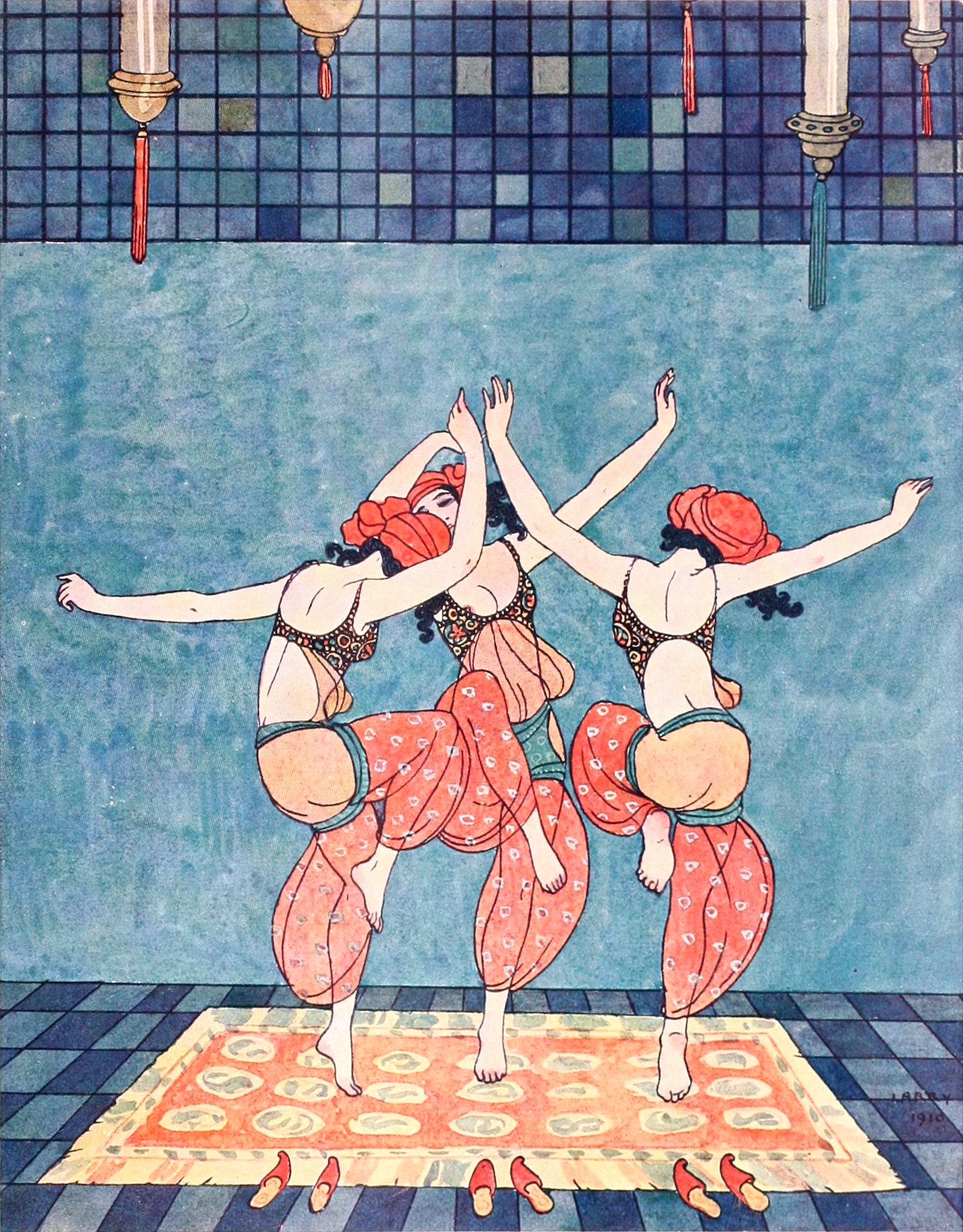
George Barbier (signé LARRY), Schéhérazade, 1910, aquarelle.
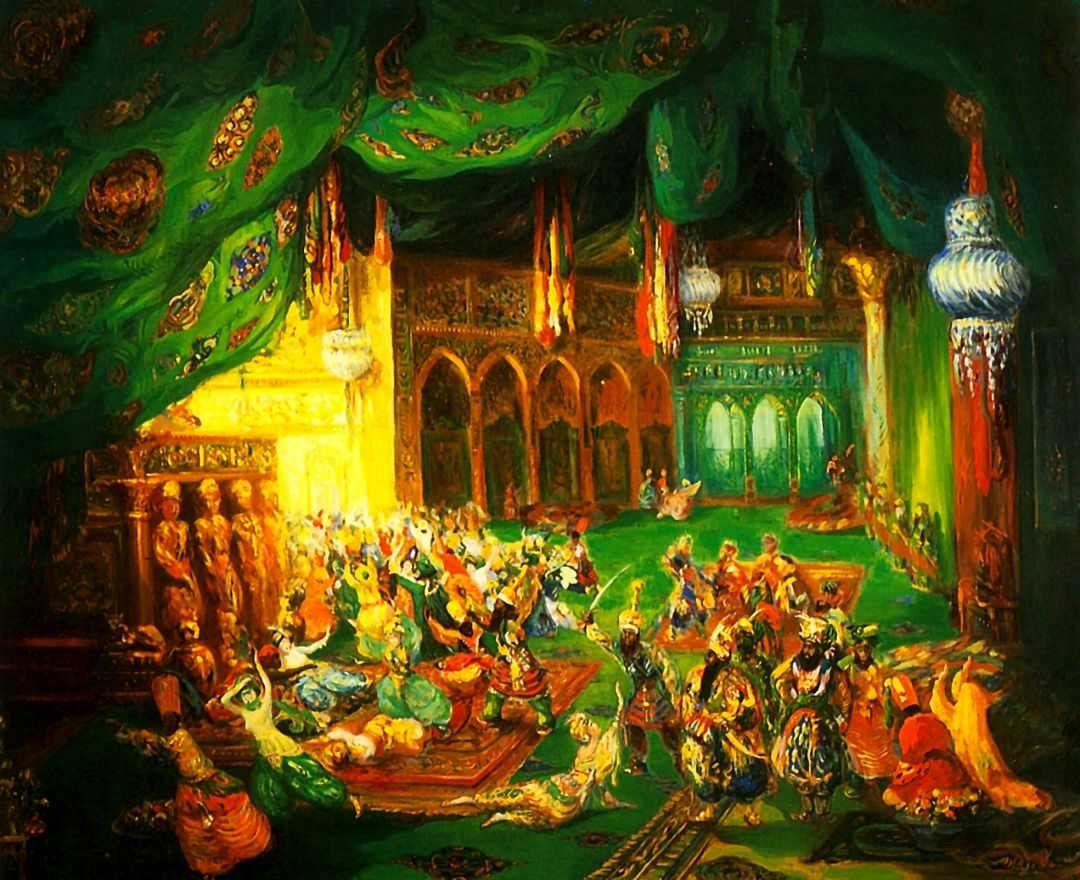
Maquette d'une scénographie, par Léon Bakst.
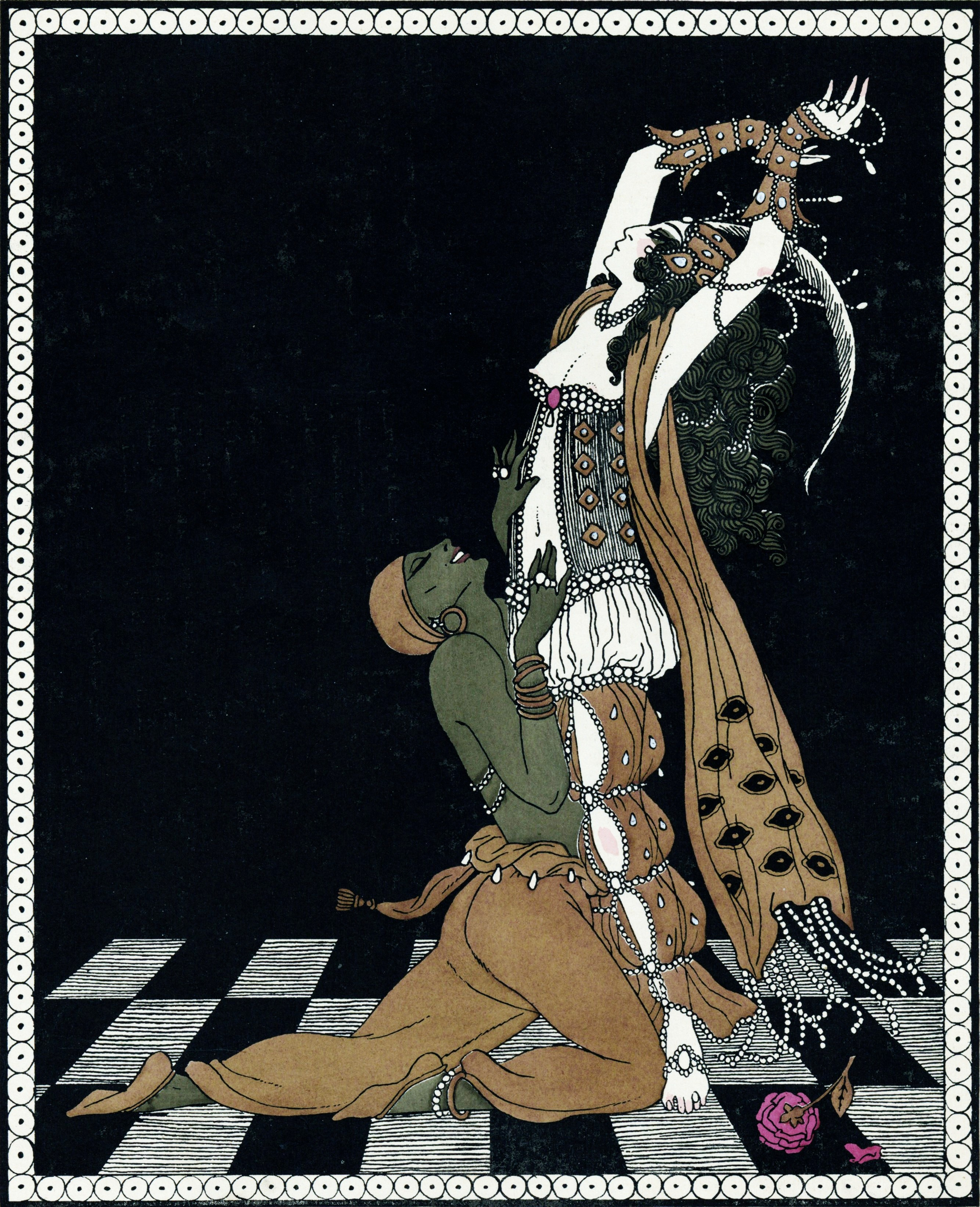
Dessin de George Barbier, Ida Rubinstein et Vaslav Nijinsky, 1923.
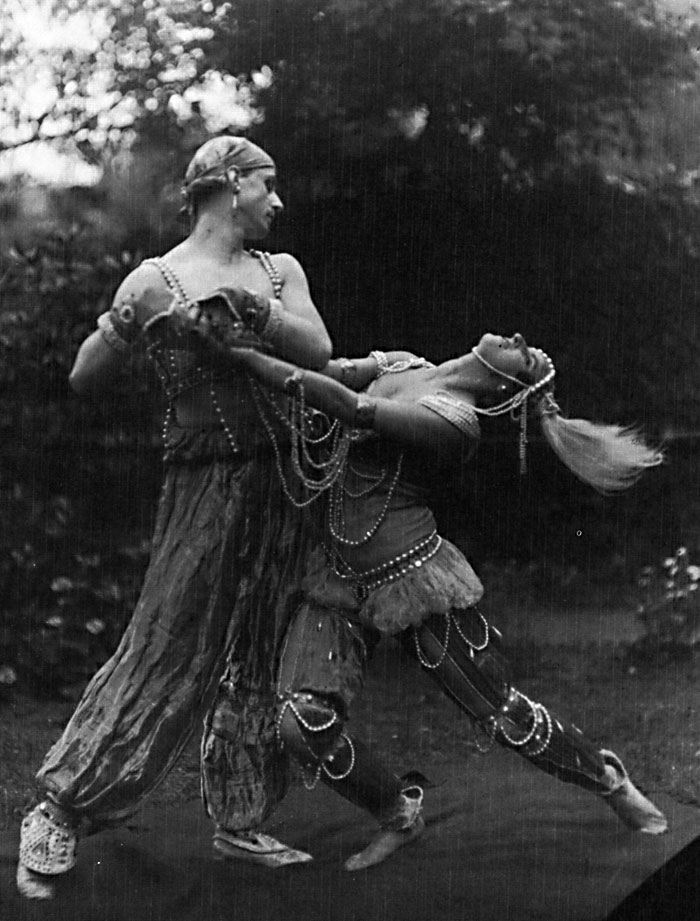
Michel Fokine et Vera Fokina, photo de 1914.